# Хенераль-Левалье
Хенераль-Левалье (исп. General Levalle) — город и муниципалитет в департаменте Пресиденте-Роке-Саенс-Пенья провинции Кордова (Аргентина).

## История
Эти земли были присоединены к Аргентине в начале 1880-х в результате кампании генерала Хулио Архентино Рока, известной как «Завоевание пустыни». Из-за постоянных наводнений они долго оставались неразвитыми. Лишь в начале 1890-х была проведена железная дорога и построена станция «Остановочный пункт 536 км». Приток иммигрантов из Италии и Испании вызвал рост поселения в районе станции, и в 1903 году был официально основан город, названный в честь генерала Николаса Левалле, принимавшего участие в «Завоевании пустыни».